# Manfred Wolke
Pour les articles homonymes, voir Wolke.
Manfred Wolke est un boxeur et entraîneur allemand né le 14 janvier 1943 à Babelsberg et mort le 29 mai 2024.

## Carrière
Manfred Wolke remporte la médaille d'or aux Jeux olympiques de Mexico en 1968 dans la catégorie poids welters après sa victoire en finale contre le Camerounais Joseph Bessala. Après sa carrière de boxeur, il devient l'entraîneur de jeunes espoirs tels que Henry Maske et Axel Schulz.

## Parcours auxJeux olympiques
Jeux olympiques d'été de 1968 à Mexico (poids welters) :
- Bat Andres Molina (Cuba) 4-1
- Bat Expedito Arrais Alncar (Brésil) 5-0
- Bat Celal Sandal (Turquie) 4-1
- Bat Vladimir Musalimov (URSS) 3-2
- Bat Joseph Bessala (Cameroun) 4-1

9e aux Jeux olympiques d'été de 1972 à Munich (poids welters) :
- Bat Panayotis Therianos (Grèce) 4-1
- Perd contre Emilio Correa (Cuba) par arrêt de l'arbitre au 2e round